# Френсіс Дефаго
Френсіс Дефаго (фр. Francis Defago, 22 травня 1911 — 25 лютого 1951) — швейцарський футболіст, що грав на позиції захисника. Виступав, зокрема, за клуби «Грассгоппер», «Берн», «Лозанна», а також національну збірну Швейцарії. Чемпіон Швейцарії і дворазовий володар Кубка Швейцарії. По завершенні ігрової кар'єри — тренер.

## Клубна кар'єра
В 1933—1935 роках виступав у клубі «Грассгоппер». В 1934 році став з командою срібним призером чемпіонату Швейцарії, а також виграв Кубок Швейцарії. У фіналі «Грассгоппер» переміг «Серветт» з рахунком 2:0.
Далі грав у складі швейцарських клубів Берн, «Лозанна», «Ла-Шо-де-Фон». З «Лозанною» виграв Кубок Швейцарії в 1939 році. У фіналі його клуб переміг за рахунком 2:0 «Нордштерн» (Базель)..
В останні роки війни почав грати за «Серветт», з яким виграв чемпіонат Швейцарії в 1946.

## Виступи за збірну
1935 року дебютував в офіційних матчах у складі національної збірної Швейцарії. Вперше зіграв у матчі проти збірної Угорщини (6:2) в матчі Кубка Центральної Європи 1933—1935. За два роки виступів провів у формі національної команди 9 матчів.

## Статистика виступів

### Статистика виступів в чемпіонаті
Виступи у вищому дивізіоні чемпіонату Швейцарії починаючи з сезону 1933/34.
| Сезон                       | Матчі | Голи | Клуб         |
| --------------------------- | ----- | ---- | ------------ |
| Чемпіонат Швейцарії 1933/34 | 21    | 1    | Грассгоппер  |
| Чемпіонат Швейцарії 1934/35 | 20    | 0    | Грассгоппер  |
| Чемпіонат Швейцарії 1935/36 | 8     | 0    | Берн         |
| Чемпіонат Швейцарії 1935/36 | 13    | 0    | Берн         |
| Чемпіонат Швейцарії 1936/37 | 21    | 0    | Берн         |
| Чемпіонат Швейцарії 1938/39 | 22    | 2    | Лозанна      |
| Чемпіонат Швейцарії 1939/40 | 18    | 1    | Лозанна      |
| Чемпіонат Швейцарії 1940/41 | 16    | 0    | Лозанна      |
| Чемпіонат Швейцарії 1941/42 | 3     | 0    | Ла-Шо-де-Фон |
| Чемпіонат Швейцарії 1944/45 | 18    | 0    | Серветт      |
| Чемпіонат Швейцарії 1945/46 | 26    | 0    | Серветт      |
| Чемпіонат Швейцарії 1946/47 | 26    | 2    | Серветт      |
| Чемпіонат Швейцарії 1947/48 | 10    | 0    | Серветт      |
| РАЗОМ                       | 222   | 6    |              |

## Титули і досягнення
- Чемпіон Швейцарії (1):

«Серветт»: 1945-1946
- Срібний призер чемпіонату Швейцарії (1):

«Грассгоппер»: 1933-1934
- Володар Кубка Швейцарії (2):

«Грассгоппер»: 1933-1934
«Лозанна»: 1938-1939